# Janet Young
Janet Young (22 ottobre 1951) è un'ex tennista australiana.

## Carriera
In carriera ha vinto 6 titoli di doppio. Nei tornei del Grande Slam ha ottenuto il suo miglior risultato raggiungendo le semifinali di doppio agli Australian Open nel 1973, 1974 e 1977 (gennaio), a Wimbledon nel 1973 e agli US Open sempre nello stesso anno.
In Fed Cup ha giocato e vinto sei partite con la squadra australiana, di cui una nella finale del 1973 vinta contro il Sudafrica e una nella finale del 1974 vinta contro gli Stati Uniti.

## Statistiche

### Doppio

#### Vittorie (6)
| Numero | Anno              | Torneo                                   | Superficie | Compagna           | Avversarie in finale                  | Punteggio     |
| 1.     | 26 novembre 1972  | Sunsmart Victorian Open, Melbourne       |            | Evonne Goolagong   | Patricia Coleman Sally Irvine         | 2-6, 6-4, 6-3 |
| 2.     | 16 dicembre 1972  | South Australian Open, Adelaide          |            | Evgenija Birjukova | Evonne Goolagong Helen Gourlay        | 6-3, 6-2      |
| 3.     | 11 marzo 1973     | Maureen Connolly Memorial Dallas, Dallas |            | Evonne Goolagong   | Gail Sherriff Chanfreau Virginia Wade | 6-3, 6-2      |
| 4.     | 20 maggio 1973    | WTA Lee-on-Solent, Lee-on-Solent         |            | Evonne Goolagong   | Jackie Fayter Peggy Michel            | 6-1, 6-2      |
| 5.     | 15 luglio 1973    | Düsseldorf Open, Düsseldorf              |            | Evonne Goolagong   | Helga Masthoff Heide Orth             | condiviso     |
| 6.     | 16 settembre 1973 | Charlotte Classic, Charlotte             |            | Evonne Goolagong   | Ilana Kloss Martina Navrátilová       | 6-2, 6-0      |

### Doppio

#### Finali perse (8)
| Numero | Anno            | Torneo                                        | Superficie  | Compagna         | Avversarie in finale                  | Punteggio     |
| 1.     | 7 febbraio 1972 | Western Australian Open, Perth                |             | Ol'ga Morozova   | Evonne Goolagong Barbara Hawcroft     | 6-3, 4-6, 3-6 |
| 2.     | 4 marzo 1973    | USLTA Fort Lauderdale, Fort Lauderdale        |             | Evonne Goolagong | Gail Sherriff Chanfreau Virginia Wade | 6-4, 3-6, 2-6 |
| 3.     | 18 marzo 1973   | US Indoors, Boston                            |             | Evonne Goolagong | Marina Krošina Ol'ga Morozova         | 2-6, 4-6      |
| 4.     | 22 aprile 1973  | Eckerd Tennis Open, St. Petersburg            |             | Evonne Goolagong | Chris Evert Jeanne Evert              | 2-6, 6-7      |
| 5.     | 13 maggio 1973  | British Hard Court Championships, Bournemouth | Terra rossa | Evonne Goolagong | Patricia Coleman Wendy Turnbull       | 5-7, 5-7      |
| 6.     | 12 agosto 1973  | Cincinnati Open, Cincinnati                   |             | Evonne Goolagong | Ilana Kloss Pat Walkden               | 6-7, 6-3, 2-6 |
| 7.     | 13 aprile 1974  | Japan Open Tennis Championships, Tokyo        |             | Kimiyo Yagahara  | Ann Kiyomura Kazuko Sawamatsu         | 6-4, 4-6, 0-6 |
| 8.     | 7 dicembre 1975 | Southern Cross Classic, Adelaide              |             | Kym Ruddell      | Sue Barker Michelle Tyler             | 5-7, 3-6      |